# Kishan Kumar Skivsinkij Rana
Kishan Kumar Skivsinkij Rana es un diplomático indio jubilado.
- El 16 de mayo de 1960 entró al Indian Foreign Service.
- En 1968 fue Cónsul y primer secretario de misión ante la Oficina de la Organización de las Naciones Unidas en Ginebra.[1]
- Del 26 de agosto de 1975 a  1980 fue Embajador en Argel.
- De 1980 a 1982 fue Embajador en Praga.
- De 1983 a 1987 fue Alto Comisionado en Nairobi.
- Del 14 de septiembre de 1989 al 22 de mayo de 1992 fue Alto Comisionado en Puerto Louis (Mauricio).
- Del 22 de mayo de 1992 a 1995 fue embajador en Bonn.
- En 1995 fue retirado[2]